# Jornada de trabajo en España
La jornada de trabajo en España hace referencia a la jornada de trabajo o jornada laboral que aparece regulada en el Estatuto de los trabajadores donde se establece que la jornada legal de trabajo máxima no podrá ser superior a las 40 horas semanales de trabajo efectivo de promedio en cómputo anual así como el límite diario no podrá ser superior a 8 horas de trabajo efectivo. Por convenio colectivo se puede modificar este límite diario, siempre que se respete el tiempo de descanso entre jornadas.

## Concepto y fuentes de regulación de la jornada

### Concepto
Podemos decir que la jornada de trabajo “está formada por el número de horas que el trabajador está obligado a trabajar efectivamente”. No se debe confundir con el concepto de horario de trabajo. La jornada representa el número de horas que el trabajador debe prestar su servicio, mientras que el horario fija la hora de entrada y la salida. Entre horario y jornada prevalece la jornada, puesto que el salario que fija el contrato viene determinado por el número de horas que se trabaja. Si el horario establecido impidiera que se pudiera realizar la jornada completa, el empresario podrá imponer el cumplimiento íntegro de la jornada

### Regulación de la jornada laboral en España
En la regulación de la jornada laboral hay tres elementos a destacar:
1. Intervención normativa del Estado: Forman el mínimo legal, por lo que no pueden empeorarse las condiciones establecidas. Esta intervención puede verse reflejada, a su vez, en:
  1. Constitución Española: El artículo 40.2 establece que “los poderes públicos fomentarán una política que garantice la formación y readaptación profesionales; velarán por la seguridad e higiene en el trabajo y garantizarán el descanso necesario, mediante la limitación de la jornada laboral, las vacaciones periódicas retribuidas y la promoción de centros adecuados.”
  2. Ley del Estatuto de los trabajadores: Concretamente, esta materia viene regulada en los artículos 12, 23 y 34-38.
  3. Jurisprudencia
2. Los convenios colectivos: Pueden mejorar ese mínimo legal. En el artículo 34 de la LET[8]  se establece que “la duración de la jornada de trabajo será la pactada en los convenios colectivos o el contrato de trabajo”
3. Voluntad de las partes: En esta materia, la STC  210/1990 deja claro que “en lo que atañe a la jornada de trabajo (…), la preeminencia de la Ley, por lo que hace a la fijación de los límites en la misma, ha sido expresamente consagrada en el artículo 40.2 de la Constitución, de manera que los Convenios Colectivos, y no sólo los contratos de trabajo, han de respetar ineludiblemente el límite legal, en las condiciones establecidas en la propia ley”[9]

Podemos decir que la regulación del tiempo de trabajo en el Estatuto de los Trabajadores tiene las siguientes características:
1. Se le concede una gran importancia a la negociación colectiva, la cual se potencia.
2. De igual modo se le da una gran relevancia al pacto individual, es decir, al contrato de trabajo.
3. "Se busca un compromiso entre las exigencias de la producción y de la empresa (flexibilidad en la distribución y disposición del tiempo de trabajo) y las del trabajador (seguridad, tiempo libre)."[10]

## Jornada máxima legal y su distribución
La jornada ordinaria es la que se pacta en los contratos o convenios colectivos, pero no es lo mismo que la jornada máxima legal puesto que este último concepto es el límite imperativo de derecho necesario de la jornada ordinaria, en España 40 horas semanales.

### Regulación de la distribución
La jornada legal máxima viene regulada en el artículo 34.1 del Estatuto de los Trabajadores, en el cual se expone que será pactada en contratos o convenios colectivos, y que su duración no podrá ser superior a las 40 horas semanales de trabajo efectivo de promedio en cómputo anual. El límite diario no podrá ser superior a 9 horas de trabajo efectivo. Por convenio colectivo se puede modificar este límite diario, siempre que se respete el tiempo de descanso entre jornadas.
La distribución irregular de la jornada de trabajo es aquella en la que el trabajador no presta de forma regular su jornada de trabajo todas las semanas del año. Una de sus finalidades es que el empresario disponga de un mecanismo para adaptar las horas anuales en las que sus trabajadores prestan sus servicios a los períodos de mayor producción o a otros imprevistos que pudieran darse durante el año.  Vendrá dada por la autonomía colectiva, ya sea mediante acuerdos o pactos de empresa. El límite lo marca el artículo 34.2 LET, modificado por la Ley 3/2012, de 6 de julio  que dice que si no hubiera pacto, la empresa podrá distribuir de manera irregular a lo largo del año el 10% de la jornada de trabajo.

## Trabajo efectivo
El tiempo de trabajo efectivo es el que se destina a la ejecución de las tareas para las cuales el trabajador ha sido contratado. 

### Regulación
Este concepto viene regulado en el artículo 34.5 del Estatuto de los Trabajadores, en el que se dice que el tiempo de trabajo se computará de modo que tanto al comienzo como al final de la jornada diaria el trabajador se encuentre en su puesto de trabajo.
Por lo tanto, no será considerado tiempo de trabajo efectivo:
- Los tiempos de desplazamiento al comedor[13]
- La custodia o mera presencia[14]
- La espera, acceso o salida del trabajo[15]
- Tiempo de desplazamiento desde el garaje al centro de trabajo[16]

En el caso de exceso de jornada, es la empresa la que tiene que acreditar qué tiempo corresponde a trabajo efectivo y qué tiempo a desplazamiento

## Descansos durante la jornada y entre jornadas

### Descansos durante la jornada
En el artículo 34.4 del Estatuto de los Trabajadores viene dispuesto que si la jornada continuada es superior a 6 horas se debe establecer un período mínimo de 15 minutos de descanso. En el convenio colectivo o en el contrato debe reflejar si este tiempo de descanso es considerado tiempo de trabajo efectivo o no. A falta de regulación de este tema en convenio o contrato, debe considerarse tiempo de trabajo efectivo, por lo que no tendrá que recuperarse, pero se ha de disfrutar. En el caso de los menores de 18 años, el tiempo de descanso mínimo será de 30 minutos, siempre que la jornada exceda de 4 horas y media.

### Descansos entre jornadas

#### Descanso diario
Viene regulado en el artículo 34.3 del Estatuto de los Trabajadores. En él se regula que entre el final de una jornada y el comienzo de la siguiente deberán pasar 12 horas. Este descanso puede ser mejorado mediante un pacto individual o colectivo con la empresa.

#### Descanso semanal
Viene recogido en el artículo 37.1 del Estatuto de los Trabajadores. El descanso semanal mínimo será de día y medio, acumulable por períodos, y que por regla general será la tarde del sábado o la mañana del lunes y el día completo del domingo. Para los menores de 18 años este descanso mínimo semanal será de dos días. El RD 1561/1995 prevé supuestos de descanso semanal reducido para las jornadas especiales que regula en su articulado.
El convenio colectivo o el contrato individual pueden introducir un descanso semanal acumulable por periodos de hasta un máximo de 14 días, de forma que se trabajen 11 días consecutivos y se descansen 3 seguidos. En este caso el descanso semanal no puede complementarse con el descanso diario de 12 horas.
El descanso semanal se trata de un descanso irrenunciable y retribuido. La retribución se devenga progresivamente durante la jornada de trabajo semanal.
Descansos alternativos
- En el caso de los menores de 18 años, el descanso semanal tiene que ser de dos días ininterrumpidos, y no puede acumularse por periodos superiores a una semana.
- Según la Ley Orgánica 7/1980, de 5 de julio, de Libertad Religiosa (LOLR), se establecen acuerdos entre el Gobierno y las Iglesias Evangélicas, Israelitas e Islámicas para que el empresario y el trabajador puedan pactar la alternancia del día de descanso de alguno de los anteriores credos religiosos.

## Trabajo y trabajador nocturno
Los trabajadores nocturnos y el trabajo nocturno aunque sean términos parecidos tienen importantes diferencias según el Estatuto de los Trabajadores. El horario nocturno es de 22 a 6 y se considera trabajo nocturno cuando cumple tres horas en ese horario establecido.

### Trabajo nocturno
El Estatuto de los Trabajadores dice a efectos legales que dicho trabajo es aquel que se realiza entre las 10 de la noche y las 6 de la mañana, aunque este horario puede ser ampliado por mutuo acuerdo entre empresario y trabajador. No se podrá exceder de ocho horas diarias de promedio, en un período de referencia de quince días. Dichos trabajadores no podrán realizar horas extraordinarias.
Según lo expuesto en el artículo 6.2 ET, está prohibido a los menores de dieciocho años y a las mujeres que se encuentren en un periodo de lactancia o aquellas que hayan dado a luz, realizar este horario de trabajo nocturno. Todas estas prestaciones laborales y cambios de horario deben ser comunicadas a la autoridad laboral por parte del empresario.

### Trabajador nocturno
Está definido por el 36.1 ET mediante dos conceptos. Por una parte, el trabajador nocturno es aquel que normalmente realiza su trabajo no inferior a tres horas de su jornada laboral en el horario nocturno. Por otra parte, si hacemos referencia a la jornada anual es aquel que realiza su trabajo en el periodo nocturno no inferior a un tercio de su jornada de trabajo anual.

#### Regulación
La doctrina judicial dicta que para tener las condiciones de trabajador nocturno hay que atender a las previsiones sobre la jornada del trabajador, para así poder cumplir lo que la ley impone en relación con los trabajadores nocturnos.
Según el artículo 34.7 ET “El Gobierno, a propuesta del Ministro de Trabajo y Seguridad Social y previa consulta a las organizaciones sindicales y empresariales más representativas, podrá establecer ampliaciones o limitaciones en la ordenación y duración de la jornada de trabajo y de los descansos, para aquellos sectores y trabajos que por sus peculiaridades así lo requieran”
En cuanto a la retribución,  podemos decir que es específica y se determinará en la negociación colectiva, salvo que el salario se haya establecido atendiendo a la propia naturaleza del trabajo nocturno o haya sido pactada la compensación de este trabajo por descansos.
El empresario debe encargarse de darles a sus trabajadores nocturnos una evaluación gratuita de salud ya que podría afectar a su trabajo. En el caso de que se reconozca algún problema, tendrán derecho a ser destinados a un puesto de trabajo diurno en el que estén cualificados. Esto se lleva a cabo con lo dispuesto en los artículos 39 y 41 ET.

## Trabajo a turnos
Según el artículo 36.3 ET el trabajo a turnos consiste en una forma de realización del trabajo en equipo según la cual los trabajadores realizarán su trabajo de forma rotativa ocupando los mismos puestos de trabajo en horas diferentes y en un período concreto de días o semanas.
La remuneración de los trabajadores a turnos no está especificada según el ET pero en la negociación colectiva pueden preverse complementos salariales, en especial el plus de turnicidad.
En las empresas cuya producción no se detiene durante 24 horas del día el trabajador no puede ser obligado a estar más de dos semanas consecutivas en horario nocturno, pero la ley si permite la voluntariedad del trabajador a realizar su jornada laboral en un periodo que supere las dos semanas consecutivas.
Las empresas que por su actividad tengan que realizar su trabajo en turno incluidos domingos y festivos podrán contratar personal para completar las diferentes turnos de trabajo durante uno o más días a la semana, así como también podrán realizar la actividad con trabajadores que realicen su trabajo en semanas completas.
En cuanto al descanso semanal del trabajo a turnos, se podrá acumular el medio día de descanso semanal por periodos hasta juntar cuatro semanas o separarlo del día para disfrutarlo en otro momento de la semana. Según el artículo 19.2 RD. 1561/1995, el cual se centra en el descanso mínimo, permite una reducción del descanso entre jornadas, que es de doce horas, de modo que en lugar de descansar doce horas, se permite que se descansen al menos siete horas, debiendo compensar después esas horas en los días siguientes.

## Tipos de jornada
- Jornada continua: Cuando hay una interrupción del trabajo menor o igual que una hora de duración a la mitad de la jornada.
- Jornada partida: Cuando hay una interrupción durante una o más horas durante el mediodía para comer.
- Jornada parcial: La jornada parcial es aquella de 30 horas o menos de trabajo a la semana pactada en el contrato. No permite realizar horas extras.

Si la duración de la jornada continuada sobrepasa de seis horas, deberá establecerse un periodo de descanso no inferior a quince minutos de duración. El descanso para el bocadillo como así se conoce, debe disfrutarse en horario intermedio de la jornada laboral continua y nunca al principio o al final de la misma ya que si no sería una reducción de la jornada laboral.
Como explica la STS 3 de junio de 1999 (RJ 1999,5064) "es claro que la finalidad del descanso de la jornada continuada es romper la permanencia del esfuerzo laboral durante más de seis horas y proporcionar un tiempo libre para un refrigerio, creando así turnos para un disfrute entre la segunda y quinta hora ambas inclusive". Según el ET el descanso en la jornada laboral no puede ser nunca menor de 15 minutos independientemente de lo que diga el convenio colectivo, pero si se puede ampliar aunque hay que especificar si es tiempo efectivo de trabajo. Aunque no se especifique el momento en que se realizara el descanso, corresponde al empresario fijar dicho periodo de descanso sin que ello este especificado en el convenio colectivo pactado entre ambas partes. El art. 34.4, parr. 2º ET agrega que: “En el caso de los trabajadores menores de dieciocho años, el período de descanso tendrá una duración mínima de treinta minutos y deberá establecerse siempre que la duración de la jornada diaria continuada exceda de cuatro horas y media”.
La jornada continuada que se exige para tener derecho a este descanso no es de seis horas, sino que basta que exceda de cuatro horas y media.

## Horas extraordinarias
Las horas extraordinarias se regulan en el artículo 35 del Estatuto de los trabajadores. Son horas extraordinarias aquellas horas realizadas sobre la duración máxima de la jornada ordinaria de trabajo. Distinguimos dos tipos de horas extraordinarias:
1. Las horas extraordinarias comunes. Son las de régimen común, se caracterizan por:
  1. Las horas extraordinarias no pueden superar las 80 al año, salvo para los trabajadores que por su modalidad o duración de su contrato realicen una jornada de cómputo anual inferior a la general de la empresa, el número máximo de horas extraordinarias se reducirá en la proporción que exista entre esas jornadas.
  2. Las horas extraordinarias mediante convenio colectivo o en su defecto, contrato individual, se pueden abonar por una cuantía fijada, nunca inferior al valor de la hora ordinaria, o se pueden compensar mediante descanso retribuido. En caso de no haber pacto se compensan con descanso en los 4 meses siguientes a su realización.
  3. La prestación de horas extraordinarias será voluntaria,[28] salvo que su realización se haya pactado en convenio colectivo o contrato individual de trabajo.[29]
  4. Los trabajadores a tiempo parcial podrán realizar horas extraordinarias y su límite será que la suma de las horas ordinarias, las extraordinarias y las complementarias no excedan la jornada pactada. (Reforma Ley 3/2012 de 10 de febrero).[30]
  5. Las horas extraordinarias según el artículo 36.1 del ET, están prohibidas a los menores de edad, a discapacitados y a los trabajadores nocturnos. En el caso de los trabajadores nocturnos el RD 1561/1995 admite la realización de horas en los siguientes casos, pero la realización de estas horas debe compensarse mediante reducción de la jornada de los días siguientes hasta alcanzar las ocho horas diarias de trabajo efectivo:
    1. Ampliación de la jornada en sectores y actividades previstos por el RD 1561/1995.
    2. Necesidad de prevenir o reparar siniestros (aunque como veremos no se cuentan para el computo de horas extraordinarias).
    3. Anomalías en los relevos de turnos no imputables a la empresa.
2. Las horas extraordinarias de fuerza mayor. Son las realizadas para prevenir o reparar siniestros y otros daños urgentes.
  1. Son obligatorias, su ejecución no depende de la voluntad del trabajador, y se prolongarán tanto como dure el la prevención o reparación del siniestro.
  2. Pueden realizarlas trabajadores nocturnos.
  3. No se tienen en cuenta para el cómputo de horas extraordinarias autorizadas ni para el cómputo de horas ordinarias, aunque se retribuyen como horas extraordinarias.
  4. Se compensan como las comunes.

## Festivos laborales
Las fiestas laborales vienen reguladas en el artículo 37.2 del Estatuto de los Trabajadores.
Los trabajadores tienen derecho a 14 días festivos retribuidos y no recuperables.
Según el art. 47 RD 2001/1983, en el caso de que el trabajador no descanse un día festivo, la empresa le dará un descanso compensatorio o le abonará las horas trabajadas con un incremento del 75%.
Hay tres tipos de festivos:
1. Nacionales: Se respetarán como fiestas de ámbito nacional todos los domingos del año y, además, los días de Año Nuevo (1 de enero), Viernes Santo (un viernes entre marzo y abril, de acuerdo con la liturgia católica), Día  del Trabajo (1 de mayo), la Asunción de la Virgen (15 de agosto),  Fiesta Nacional de España (12 de octubre), Día de Todos los Santos (1 de noviembre), Día de la Constitución (6 de diciembre), Fiesta de la Inmaculada Concepción (8 de diciembre) y Día de Navidad (25 de diciembre). Estas fiestas son inamovibles e insustituibles.
2. Autonómicos: Las comunidades autónomas designarán entre 2 y 5 fiestas al año (según el calendario de cada año), para totalizar un número de 66 festivos anuales. Las comunidades autónomas no están obligadas a designar los mismos días de fiesta en todo su territorio autonómico, pudiendo designar distintos días de fiesta en función de provincias, comarcas... aunque no es lo habitual. Las comunidades autónomas suelen designar habitualmente un día propio de fiesta (el día de la comunidad) y distribuyen los demás festivos entre días de arraigada tradición católica (Día de Reyes, San José, Jueves Santo, Santiago Apóstol) o lunes posteriores a festivos nacionales cuando estos caen en domingo.
3. Locales: Son dos al año, impuestas reglamentariamente por los Ayuntamientos mediante aprobación en el pleno.

## Registro de la jornada laboral
El 12 de mayo de 2019 entró en vigor el Real Decreto-ley 8/2019 donde se específica la obligatoriedad de las empresas de registrar la jornada laboral de todos los trabajadores. De este modo en España todas las empresas tienen que controlar la presencia laboral de los empleados y llevar un registro de la hora de entrada y salida así como de los tiempos de descanso. Para hacer cumplir con esta directriz es necesario contar con diferentes sistemas de control de presencia que registren la jornada laboral, el real decreto es flexible y solo específica el registro de entrada y salida. Los sistemas para fichar son desde papel, máquinas, lector de huellas, aplicaciones para ordenador y app móvil que además registra la ubicación del empleado a la hora de fichar. 
El artículo 34 indica que la empresa garantizará el registro diario de jornada, que deberá incluir el horario concreto de inicio y finalización de la jornada de trabajo de cada persona trabajadora, sin perjuicio de la flexibilidad horaria que se establece en este artículo.
Para ello la jornada flexible no queda excluida y también será controlada para cumplir con la normativa.

#### Consideraciones de fichar en el trabajo
Con la entrada en vigor del Real Decreto se garantiza que los empleados no excedan su jornada laboral, y si así fuera, las horas extras realizadas no superen lo que marca el Estatuto de los Trabajadores.
La empresa registrará las horas realizadas por sus trabajadores y a final de mes entregará una copia del recuento de horas a sus empleados y también a los sindicatos. Además si la empresa fuera sometida a una inspección de trabajo debería presentar estos documentos, pues están obligadas a guardar los documentos un periodo de 4 años.

#### Sistemas para registrar la jornada laboral
Existen múltiples sistemas para controlar la jornada laboral y cumplir con la ley.
- Plantilla de Excel. Los trabajadores anotan la hora de entrada y salida mediante un sistema tradicional.
- Software de control. Las aplicaciones móviles para registrar la jornada son el mejor sistema para geolocalizar a los trabajadores y permitir la jornada flexible.
- Sistema biométrico. El fichaje se realiza a través de la huella dactilar o el reconocimiento fácil, ideal para garantizar la autenticidad del empleado.
- Tarjetas de control. Un sistema clásico de fichajes, el empleado pasa una tarjeta para acceder a su puesto de trabajo.
- Reloj Laboral. Aplicaciones para dispositivos móviles, ordenador, tabletas, navegador web para controlar las horas trabajadas durante la jornada laboral de cada empleado.

#### Excepciones del control horario
Todo los trabajadores tienen que registrar la jornada laboral a excepción de:
- Directivos de las empresas.
- Socios de cooperativas.
- Autónomos, pero si tienen personal a su cargo sí que hay obligatoriedad de llevar el registro horario.
- Deportistas de élite.
- Personal doméstico.
- Artistas en espectáculos públicos.
- Trabajadores con discapacidad en centros especiales.

## Propuestas de futuro
Desde algunas plataformas como Jornada32h Archivado el 28 de julio de 2023 en Wayback Machine. u órganos políticos o de gobierno, como la Generalidad Valenciana con Compromís o Más País en el Congreso, se ha propuesto un plan para virar hacia una jornada laboral más corta, de 32 horas. Este tipo de jornada, según sus propulsores, es una jornada que permite conciliar la vida laboral y la vida privada, mejorando el bienestar y la productividad de los trabajadores sin causar pérdidas para las empresas.
La Generalidad Valenciana propone, desde la Conselleria d'Economia Sostenible, Sectors Productius, Comerç i Treball de la Generalidad Valenciana el primer programa público de ayudas para extender esta reducción de la jornada a 32 horas semanales, dónde se ayuda a las empresas a instaurar esta jornada en sus organizaciones. 
Además, Valencia acogerá la primera cumbre internacional sobre la jornada laboral de cuatro días (Four Day Week International Summit). En ella, expertos y empresarios de 10 países diferentes se reunirán para debatir y exponer nuevas ideas y visiones sobre cambios en la jornada laboral.